# Marcos De Ros
Marcos Vinícius De Ros (Caxias do Sul, 30 de março de 1971) é um guitarrista[carece de fontes?] violonista e youtuber brasileiro. Considerado um dos 70 mestres brasileiros da guitarra e do violão pela Rolling Stone Brasil, De Ros foi o primeiro guitarrista brasileiro a lançar um CD-ROM didático no exterior.

## Biografia
Marcos Vinícius De Ros aprendeu sozinho a tocar violão aos 9 anos, copiando alguns acordes e melodias no instrumento. Com 14 anos, ingressou em sua primeira banda de rock, o Garganthuae, por volta de 1985. Ainda na década de 80 tocou em várias bandas, desde jazz-fusion até thrash-metal.
Em 1985, com 14 anos, já fazia shows com o Garganthuae. 
Em 1989 foi admitido como violinista na Orquestra Sinfônica de Caxias do Sul, e em 91, com 20 anos, formou o power-trio De Ros, com o baterista Sandro Stecanela e o baixista Fábio Alves. Com essa formação, a banda lançou, em 1994, seu primeiro disco, o LP independente "Ad Dei Gloriam", que em 96 foi relançado em formato CD, e conseguiu uma ótima repercussão, tanto em termos de público quanto de critica.
Em 1997, o "De Ros" gravou seu segundo disco, "Universe", pelo selo Megahard Records, que conta com o tecladista Éder Bergozza, além da participação de uma cantora Franciele Duarte na faixa “Eternal Life”.
Em 1999 lançou o seu primeiro CD solo, o instrumental, "Masterpieces", que traz uma releitura de músicas eruditas de compositores consagrados, como Mozart, Bach, Villa-lobos e Paganini, entre outros. Em 2004, com Masterpieces 2, veio a segunda parte de seus álbuns solo que visam homenagear compositores clássicos que serviram de inspiração para ele. De acordo com o próprio Marcos De Ros, "Masterpieces 2" foi um pouco mais "provocativo" do que o primeiro. Se em Masterpieces, eu estava tentando fazer o som da guitarra mais clássico, em Masterpieces 2 eu tentei fazer as músicas soarem mais pesadas.
Em 2000, junto a sua banda Akashic, realizou uma extensa turnê na Europa, fazendo vários shows e workshops em vários países. Esta turnê culminou com a gravação do CD "Timeless Realm", lançado em outubro do mesmo ano no Brasil, pela Hellion Records.
2002 foi marcado pelo lançamento do primeiro CD-Rom instrucional feito por um guitarrista brasileiro, o "Advanced Guitar Techniques", que foi lançado com exclusividade pelo site norte-americano Chops From Hell.
Em 2004 fez uma extensa turnê pela América do Sul ao lado do guitarrista argentino Pablo Soler, turnê esta chamada de "South American Guitar Masters"[carece de fontes?] além de participar do CD "Shawn Lane Remembered - Tribute vol II" (Lion Records, Finlândia) com uma composição inédita e fazer uma participação no CD "Appassionato", de Yasu Matsushita (Japão).

## Instrumento
Até 5 de agosto de 2019 o guitarrista Marcos de Ros tocava com sua guitarra principal  Eagle EGT61 a mesma que foi dada a um dos alunos do curso de guitarra . Atualmente o guitarrista utiliza uma guitarra adquirida a 7 anos atrás mas que nao era muito utilizada e que agora substitui a Eagle , A guitarra  PERUZZO MDR III MODEL 
Já em pedais o set de pedais (Conjunto de pedais de efeitos para guitarra) do guitarrista é composto de apenas uma marca Furhmann sua atual patrocinadora . Atualmente DeRos tem até um pedal proprio na marca o Battle Power

## Discografia

### Marcos De Ros (solo)
- 1999 - Masterpieces
- 2004 - Masterpieces 2
- 2008 - Rock Masterpieces (Songs From My Youth)
- 2013 - Sociedade das Aventuras Fantásticas

### Marcos De Ros & Éder Bergozza
- 2010 - Peças de Bravura
- 2014 - Meridional

### Com a bandaAkashic
- 2000 - Timeless Realm
- 2005 - A Brand New Day

### Com a banda De Ros
- 1994 - Ad Dei Gloriam
- 1997 - Universe
- 2008 - Live 9793 (DVD)

### Com "Radicci E Conjunto Produtivo Da Sociedade Caxiense!"
- 1992 - Radicci E Conjunto Produtivo Da Sociedade Caxiense!

### CD-ROMs/DVDs Instrucionais
- 2002 - Advanced Guitar Techniques
- 2005 - Intense Picking
- 2009 - South American Guitar Masters (com Pablo Soler)

## Prêmios e indicações

### Prêmio Açorianos
| Ano  | Categoria                             | Indicação                                                   | Resultado | Ref.        |
| ---- | ------------------------------------- | ----------------------------------------------------------- | --------- | ----------- |
| 2013 | Instrumentista de Música Instrumental | Marcos De Ros - Álbum "Sociedade das Aventuras Fantásticas" | Indicado  | [ 8 ] [ 9 ] |

- Em 2012 foi incluído na lista "70 mestres brasileiros da guitarra e do violão pela Rolling Stone Brasil"[4].

- Em 2013 recebeu o titulo de Cidadão Caxiense pela Câmara de Vereadores de Caxias do Sul.